# Load-flow-vergelijkingen
De load-flow-vergelijkingen beschrijven de uitwisseling van actief en reactief vermogen in een elektrisch energienet. Hierbij wordt de veronderstelling gemaakt dat het net in symmetrisch driefasig regime verkeert, zodanig dat een eenfasig equivalent volstaat voor de voorstelling.
De load-flow-vergelijkingen zijn:
{\displaystyle P_{i}=\sum _{k\not =i}{\frac {\sin \alpha _{ik}}{X_{ik}}}\left|V_{i}\right|^{2}+\left|V_{i}\right|\sum _{k\not =i}{\frac {\left|V_{k}\right|}{X_{ik}}}\sin(\delta _{i}-\delta _{k}-\alpha _{ik})}
{\displaystyle Q_{i}=\sum _{k\not =i}\left[{\frac {\cos \alpha _{ik}}{X_{ik}}}-{\frac {1}{2X_{cik}}}\right]\left|V_{i}\right|^{2}-\left|V_{i}\right|\sum _{k\not =i}{\frac {\left|V_{k}\right|}{X_{ik}}}\cos(\delta _{i}-\delta _{k}-\alpha _{ik})}
Waarbij:
- {\displaystyle X_{ik}} de reactantie van een lijn tussen knooppunten i en k
- {\displaystyle R_{ik}} de weerstand van een lijn tussen knooppunten i en k
- {\displaystyle \alpha _{ik}=R_{ik}/X_{ik}}
- {\displaystyle \delta _{i}} de fasehoek in knooppunt i
- {\displaystyle V_{i}} de spanning in knooppunt i